# Chồn bay Philippines
Cynocephalus volans (tên tiếng Anh: Chồn bay Philippines) là một trong hai loài chồn bay duy nhất còn tồn tại của bộ Bộ Cánh da (Dermoptera). Đây là thành viên duy nhất của chi Cynocephalus. Loài này được Linnaeus mô tả năm 1758. Chồn bay Philippines là loài đặc hữu của Philippines. Chúng sống tập trung ở Mindanao và Bohol.

## Mô tả
Mặc dù gọi là chồn bay nhưng chúng không thể bay được. Đây là một trong hai loài chồn bay duy nhất còn tồn tại của bộ Bộ Cánh da (Dermoptera); loài còn lại là chồn bay Sunda.
Một con chồn bay Philippines trung bình nặng 1-1,7 kg và dài 14–17 cm. Nó có đầu to, tai nhỏ và đôi mắt to. Chân chồn to, có vuốt và có màng để giúp trèo nhanh và lướt đi. Cái đuôi dài 36 cm được nối với chi trước qua một mảng dù lượn. Màng này giúp chồn lướt đi xa không dưới 100 m, rất hữu ích cho việc kiếm ăn và chạy trốn kẻ săn mồi, đặc biệt là đại bàng Philippines. Loài này hoạt động về đêm; ban ngày chúng trú trong hốc cây hoặc bám vào tán lá rậm rạp. Chồn cái thường sinh một con sau hai tháng mang thai. Con non yếu và bám vào trong một túi nhỏ được tạo thành từ những vạt da ở bụng chồn mẹ.

## Chế độ ăn

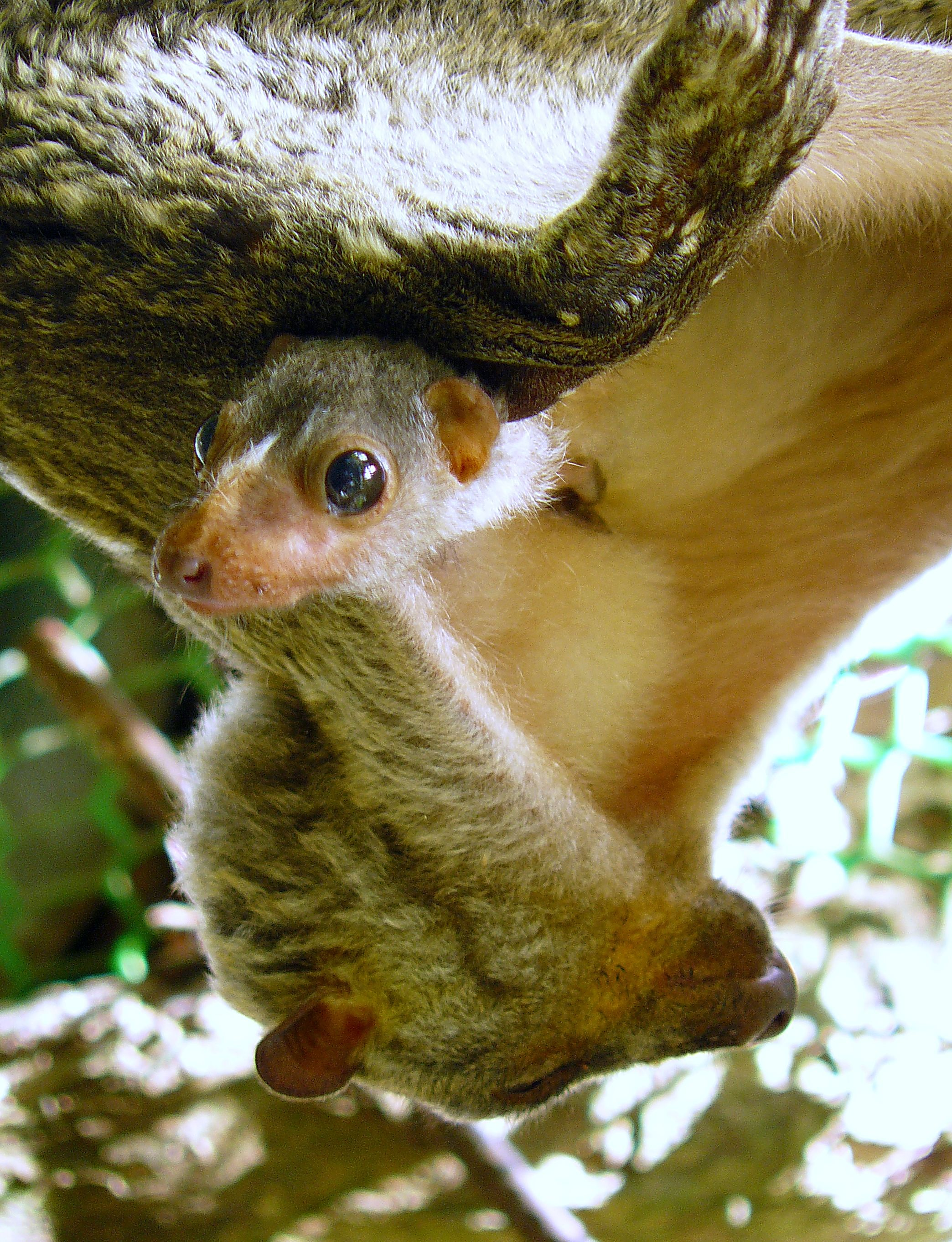
Chồn mẹ với con non

Dù 34 chiếc răng của chồn bay Philippiness tương tự như răng của động vật ăn thịt nhưng chúng lại chủ yếu ăn trái cây mềm, hoa, và lá non.

## Tập tính
Chồn bay Philippines sống trên cây và thường cư trú trong các khu rừng nguyên sinh và rừng thứ sinh. Tuy nhiên, một số lang thang vào các đồn điền trồng dừa, chuối và cao su. Loài này bị xem là loài gây hại bởi chúng ăn trái cây và hoa, do đó chúng bị con người săn bắn. Người ta nấu thịt chồn làm thức ăn và dùng lông của chúng làm nguyên liệu để sản xuất những cái mũ bản địa. Báo cáo năm 2008 của IUCN nhận định loài này phải đối mặt với sự xuống cấp của môi trường sống, tuy nhiên số lượng cá thể vẫn đủ lớn để không bị xếp vào danh sách loài bị đe dọa.

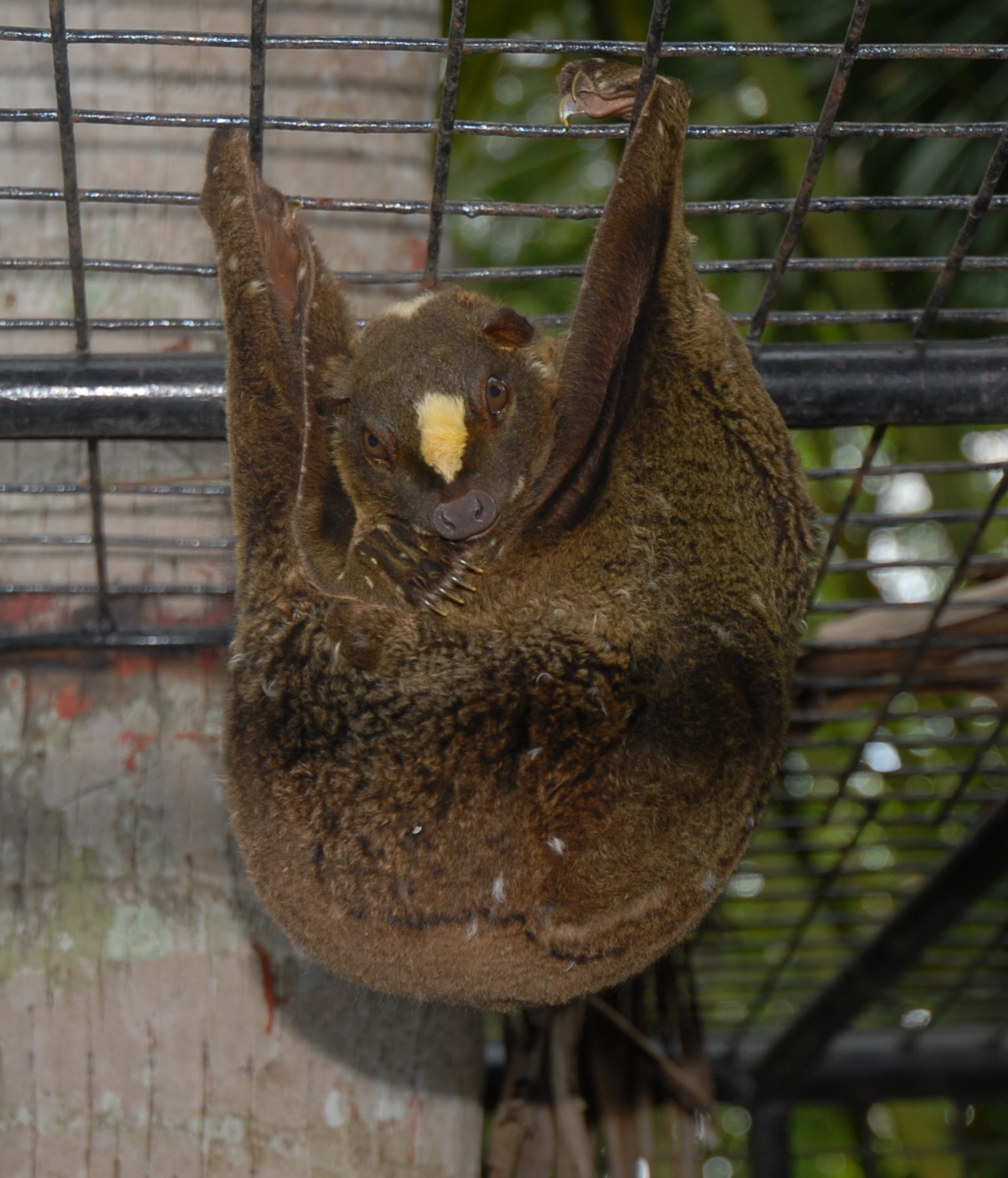
Một cá thể bị nuôi nhốt

## Hình ảnh

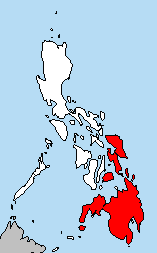
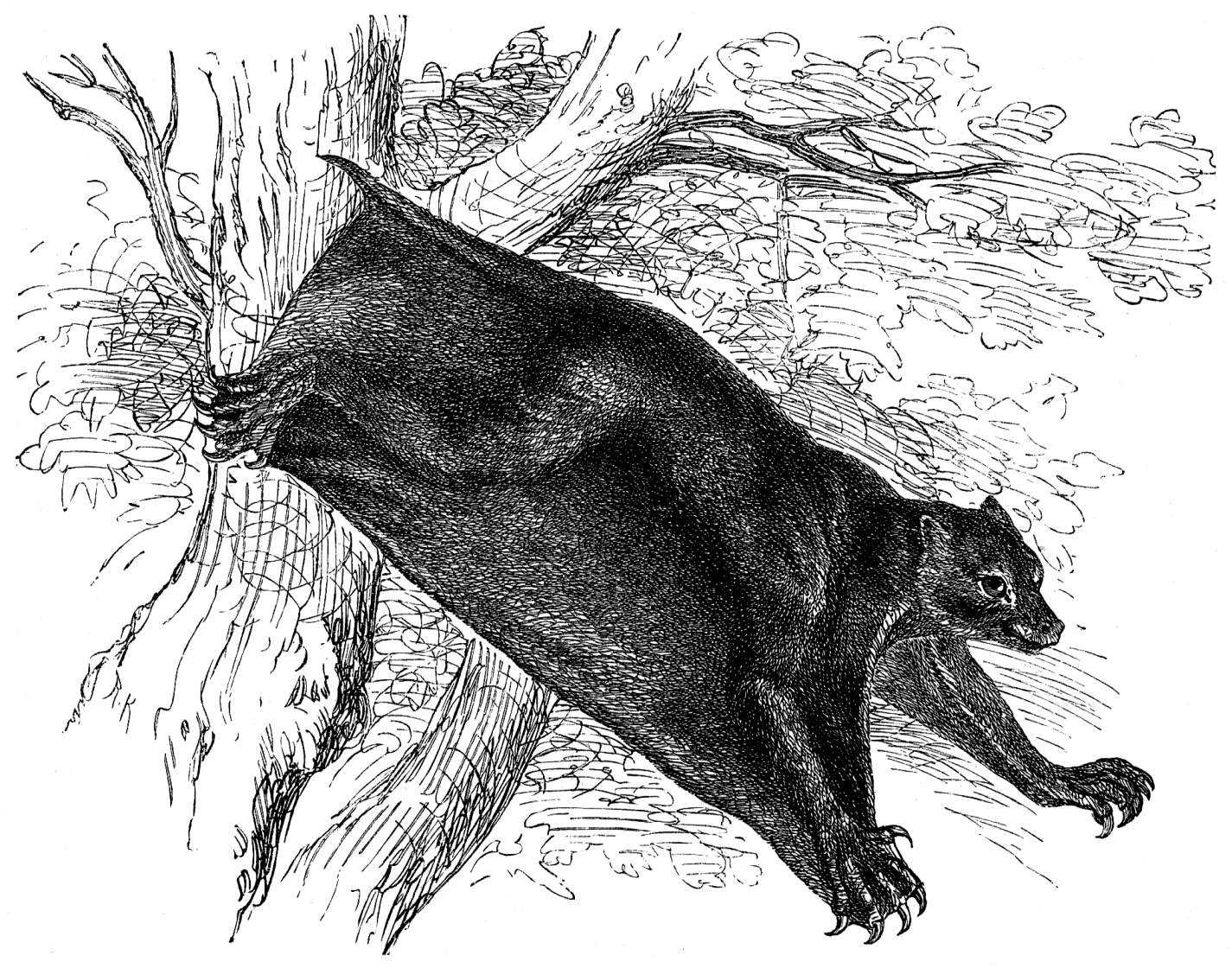
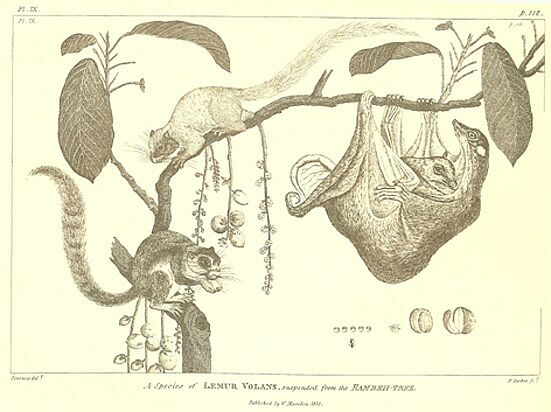
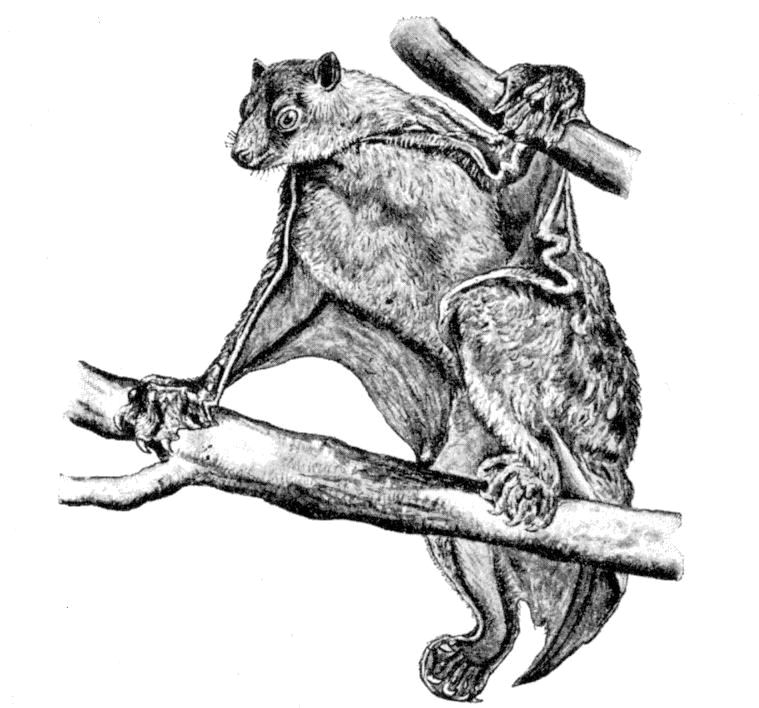